# 淺紅鰭胸棘鯛
淺紅鰭胸棘鯛輻鰭魚綱金眼鯛目燧鯛亞目燧鯛科胸棘鯛屬的其中一種，分布於印尼海域，棲息深度800-875公尺，體長可達10.5公分，棲息在深水域。

## 擴展閱讀
維基物種上的相關：淺紅鰭胸棘鯛